# Flufenazin

Strukturformel

Flufenazin (Siqualone), neuroleptikum. Milt lugnande preparat som inte är narkotikaklassat. Tidigare även sålt under namnet Pacinol.

## Övergripande sammanfattning
Flufenazin finns endast i depotform (dekanoat) och har en kraftigt dopaminergt blockerande effekt (> 80 % occupancy vid antipsykotiska doser), vilket ger stor risk för extrapyramidala biverkningar (EPS) och tardiv dyskinesi vid längre tids behandling. Preparatet har idag tämligen begränsad användning jämfört med övriga första generationen antipsykotika (FGA).